# Liste der Bürgermeister von Reykjavík

Das Wappen der Stadt Reykjavík

Hier ist eine Liste der Bürgermeister von Reykjavík, der Hauptstadt Islands.
Der Bürgermeister Reykjavíks wird vom Stadtrat ernannt; in der Regel ist er selbst Mitglied des Stadtrats, dies ist allerdings nicht verpflichtend. Bisherige Bürgermeister waren:
- Páll Einarsson (1908–1914)
- Knud Zimsen (1914–1932)
- Jón Þorláksson, Unabhängigkeitspartei (1932–1935)
- Pétur Halldórsson, Unabhängigkeitspartei (1935–1940)
- Bjarni Benediktsson, Unabhängigkeitspartei (8. Oktober 1940–4. Februar 1947)
- Gunnar Thoroddsen, Unabhängigkeitspartei (4. Februar 1947–19. November 1959)
- Auður Auðuns und Geir Hallgrímsson, Unabhängigkeitspartei (19. November 1959–6. Oktober 1960)
- Geir Hallgrímsson, Unabhängigkeitspartei (6. Oktober 1960–1. Dezember 1972)
- Birgir Ísleifur Gunnarsson, Unabhängigkeitspartei (1. Dezember 1972–15. August 1978)
- Egill Skúli Ingibergsson (15. August 1978–27. Mai 1982)
- Davíð Oddsson, Unabhängigkeitspartei (27. Mai 1982–16. Juli 1991)
- Markús Örn Antonsson, Unabhängigkeitspartei (16. Juli 1991–17. März 1994)
- Árni Sigfússon, Unabhängigkeitspartei (17. März 1994–13. Juni 1994)
- Ingibjörg Sólrún Gísladóttir, Allianz (13. Juni 1994–1. Februar 2003)
- Þórólfur Árnason (1. Februar 2003–30. November 2004)
- Steinunn Valdís Óskarsdóttir, Allianz (30. November 2004–13. Juni 2006)
- Vilhjálmur Þ. Vilhjálmsson, Unabhängigkeitspartei (13. Juni 2006–16. Oktober 2007)
- Dagur B. Eggertsson, Allianz (16. Oktober 2007–24. Januar 2008)
- Ólafur F. Magnússon, Liberale Partei Islands (24. Januar 2008–21. August 2008)
- Hanna Birna Kristjánsdóttir, Unabhängigkeitspartei (21. August 2008–Juni 2010)
- Jón Gnarr, Besti flokkurinn (Juni 2010–17. Juni 2014)
- Dagur B. Eggertsson, Allianz (17. Juni 2014–16. Januar 2024)
- Einar Þorsteinsson, Fortschrittspartei (16. Januar 2024–21. Februar 2025)
- Heiða Björg Hilmisdóttir, Allianz (seit 21. Februar 2025)